# Orvar Bergmark
Orvar Bergmark (Skellefteå, 1930. november 16. – Örebro, 2004. május 10.) svéd válogatott labdarúgó, edző.
A svéd válogatott tagjaként részt vett az 1958-as világbajnokságon.
Svédország szövetségi kapitánya volt 1966 és 1970 között. Kijuttatta a nemzeti csapatot az 1970-es világbajnokságra

## Sikerei, díjai

### Játékosként
Örebro
- Svéd másodosztályú bajnok (1): 1949–50, 1959

Svédország
- Világbajnoki döntős (1): 1958

### Edzőként
Örebro
- Svéd másodosztályú bajnok (1): 1959